# 清野暢一郎
清野 暢一郎（せいの ちょういちろう、1896年4月26日 - 1976年2月21日）は、日本のアメリカ演劇研究者。
第一高等学校を経て、1921年東京帝国大学英文科卒。在学中、十一谷義三郎らの『行路』に参加。米国へ留学し演劇を研究、ユージン・オニールを主として研究し、帰国後演劇活動に携わる。東京都立大学 (1949-2011)を経て1956年中央大学専任講師、1964年教授、1967年定年退職。

## 著書
- オニール 研究社英米文学評伝叢書 研究社 1935

## 翻訳
- 現代猶太戯曲集 ロゴス社 1922
- 宝(ピンスキイ) 復讐の神(アッシュ) 世界戯曲全集 第39巻(西班牙・猶太篇) 世界戯曲全集刊行会 1930
- 旅の果て(シェリフ 近代劇全集 第42巻 第一書房 1930
- 戯曲原論入門 アラダイス・ニコル 菅原太郎共訳 第一書房 1931
- 地平の彼方 オニール 岩波文庫 1935
- 息子と恋人 ロレンス全集 三宅幾三郎共訳 三笠書房 1936-39　のち角川文庫
- 喪服の似合ふヱレクトラ ユージン・オニール 弘文堂書房 1940　のち岩波文庫
- オー・ヘンリー短篇集 1952 (岩波文庫)
- どこかで笑つてる ウィリアム・サロイアン ダヴィッド社 1954
- すべて神の子には翼がある オニール 1955 (河出文庫)
- 夜への長い旅路 ユージン・オニール 白水社 1956
- 楡の木蔭の欲望 ユージーン・オニール 1958 (角川文庫)